# 니시야마 다이가
니시야마 다이가(일본어: 西山 大雅, 1999년 8월 24일~)는 일본의 축구 선수이다.

## 구단 경력
그는 2018년 J1리그의 요코하마 F. 마리노스에 입단했다. 2019년부터 2021년까지 일본 풋볼 리그의 라인미어 아오모리에서 뛰었다. 2022년 J2리그의 요코하마 FC로 이적했다. 2022년 J2리그 준우승으로 J1리그로 승격했다. 2024년 일본 풋볼 리그의 도치기 시티로 이적했다.